# Fraaie koraalzwam
De fraaie koraalzwam (Ramaria formosa, basioniem: Clavaria formosa) is een giftige zwam behorend tot de familie Gomphaceae en het geslacht Ramaria. Hij vormt ectomycorrhiza met Fagus. Hierdoor komt hij voornamelijk voor in beukenbossen met een voedselarme, kalkrijke bodem. Meestal groeit hij tussen gevallen bladeren onder beuken, minder vaak onder eiken. Hij produceert vruchtlichamen van juli tot oktober

## Kenmerken

### Uiterlijke kenmerken
De paddenstoel (vruchtlichaam) heeft een koraalachtig uiterlijk en een (oranje-)rozige kleur. Hij bereikt een hoogte van 7 tot 16 cm. Er zijn veel "vertakkingen" die alle ontspringen aan een 4 cm witte stam. Ook deze vertakken zich nogmaals, de uiteinden van deze vertakkingen zijn citroengeel. Bij oudere exemplaren gaan de kleuren echter verloren. Het vlees van de fraaie koraalzwam is wit tot rozig, geurloos en bitter. 
Hij is giftig en veroorzaakt (onder andere) diarree.

### Microscopische kenmerken
De elliptische sporen meten 8-15 × 4-6 µm; ze zijn okerkleurig en hebben een ruw oppervlak. De hyfen hebben gespen.

## Verspreiding
De fraaie koraalzwam wordt gevonden in Noord-Amerika, Europa, Azië en Australië. In Europa varieert de verspreiding van Frankrijk en Groot-Brittannië in het westen tot Tsjechië en Hongarije in het oosten, en van Italië tot Denemarken en Zuid-Zweden in het noorden. In Nederland komt hij zeldzaam voor. Hij staat op de rode lijst in de categorie 'Ernstig Bedreigd' 